# Carl Ludvig von Drenteln
Carl Ludvig von Drenteln, född 1692 i Narva, död 1751 eller 1753 i Ostindien, var en svensk general och kopparstickare.
Han var son till Henrik Johan von Drenteln och Lovisa Charlotta Patkull. von Drenteln deltog i kriget mot Ryssland och var under fångenskapen i Tobolsk 1719 verksam som kopparstickare. Efter frisläppandet kom han i holländsk tjänst som major och kommendant på Negapatnam i Ostindien. von Drenteln är representerad vid Nordiska museet i Stockholm med två plåtar graverade på båda sidor av von Drenteln och Anders Bleckert von Nieroth.  